# Desiderius (naam)
De naam Desiderius of Desideer is afkomstig uit het Latijn en betekent: "de gewenste". 
Bekende naamdragers zijn:
- Desiderius ( - 786), de laatste koning van de Lombarden in Noord-Italië
- Desiderius, abt van Monte Cassino (circa 1026 - 1087), als Paus Victor III de opvolger van Paus Gregorius VII
- Desiderius Erasmus (circa 1466 - 1536), Nederlands humanist, filosoof, theoloog
- Desiderius van Aquitanië ( - 587), Gallisch-Romeinse heerser in het Frankische koninkrijk
- Desiderius van Fontenelle ( - circa 700), Frankische heilige
- Desiderius Wein (1873-1944), Hongaarse arts en atleet

## Afgeleide namen
- Dedier
- Desiderio
- Deydier
- Didie
- Didier
- Didi
- Didy
- Disdier
- Disi
- Disy
- Dizier
- Dizy